# Shame (canción de Robbie Williams)
«Shame» es la canción de Robbie Williams y Gary Barlow, tomada del segundo grandes éxitos de Williams, In and Out of Consciousness: The Greatest Hits 1990–2010. Fue lanzado como sencillo del álbum el 4 de octubre de 2010 (Pero en Alemania como en otros países, fue el 1 de octubre). El sencillo marca el primer reencuentro musical entre ambos, Barlow y Williams, ya que no cantaban a dúo una canción desde que este último dejara Take That en 1995. Debutando como segundo sencillo en ventas, después de la canción de Cee-Lo Green llamado F*** You(For You).

## Gary comenta sobre Shame
Gary agregó una nota en su sitio web oficial: "Robbie y yo escribimos Shame el 25 de agosto de 2009 en una casa que había alquilado para el verano en Los Ángeles. Es uno de esos momentos no deseados, pero las cosas cambian. Rob estaba en mi casa. Yo estaba trabajando en una canción que quería escribir. ... Agregamos la voz un par de días más tarde.
John Shanks me ayudó a eliminar una demostración de nosotros al tratar de cantar. Cuando volví a casa en septiembre, me pregunté si lograriamos  algo con esa canción. Yo no tenía la menor idea que sería el lanzamiento de Greatest Hits de Robbie ese año!
Entonces decidió elegir, y le pidió a Trevor Horn que lo produjera. Robbie y yo nos reunimos una noche, y grabamos la voz, de pie, uno frente al otro. Nos divertimos mucho..."

## Sencillos
| Sencillo | Formato     | Temas                               | Editora promocional |
| -------- | ----------- | ----------------------------------- | ------------------- |
| Shame    | Maxi-Single | 1. Shame 4:21 2. The Queen 3:12     | Virgin Records      |
| Shame    | Digital     | 1. Shame 3:59                       | Chrysalis UK        |
| Shame    | Digital     | 1. Shame 3:59 2. Shame (Video) 3.51 | Chrysalis UK        |
| Shame    | Promo CD    | 1. Shame 4:01                       | Virgin - EMI        |

## Posicionamiento
| Listas                          | Puesto | Semanas |
| ------------------------------- | ------ | ------- |
| Amazon UK - Music - CD Single   | 1      |         |
| Amazon UK - Music - Pop         | 16     |         |
| Amazon UK - Music - Rock        | 14     |         |
| Bestsellers Rank - Music        | 19     |         |
| iTunes Store - Top 10 Songs     | 1      |         |
| Billboard Hot 100               | 1      | 5       |
| iTunes Store - Top 10 Pop Songs | 1      |         |
| iTunes Store - Top 10 Pop Songs | 1      |         |
| iTunes Store - Top 10 Pop Songs | 1      |         |
| iTunes Store - Top 10 Pop Songs | 5      |         |
| iTunes Store - Top 10 Pop Songs | 5      |         |
| iTunes Store - Top 10 Pop Songs | 7      |         |
| iTunes Store - Top 10 Pop Songs | 9      |         |
| iTunes Store - Top 10 Pop Songs | 10     |         |